# Footballeur roumain de l'année
Le titre de footballeur roumain de l'année (roumain : Fotbalistul român al anului) est un trophée de football décerné au joueur roumain ayant réalisé les meilleures performances durant l'année. Il est décerné par le journal sportif Gazeta Sporturilor depuis 1966.

## Liste des gagnants

### Années 1960
| Année | Joueur            | Équipe          |
| ----- | ----------------- | --------------- |
| 1966  | Nicolae Dobrin    | Argeș Pitești   |
| 1967  | Nicolae Dobrin    | Argeș Pitești   |
| 1968  | Florea Dumitrache | Dinamo Bucarest |
| 1969  | Florea Dumitrache | Dinamo Bucarest |

### Années 1970
| Année | Joueur         | Équipe          |
| ----- | -------------- | --------------- |
| 1970  | Cornel Dinu    | Dinamo Bucarest |
| 1971  | Nicolae Dobrin | Argeș Pitești   |
| 1972  | Cornel Dinu    | Dinamo Bucarest |
| 1973  | Ion Dumitru    | Steaua Bucarest |
| 1974  | Cornel Dinu    | Dinamo Bucarest |
| 1975  | Ion Dumitru    | Steaua Bucarest |
| 1976  | Dudu Georgescu | Dinamo Bucarest |
| 1977  | László Bölöni  | ASA Târgu Mureș |
| 1978  | Narcis Coman   | CS Târgovişte   |
| 1979  | Ștefan Sameș   | Steaua Bucarest |

### Années 1980
| Année | Joueur           | Équipe                |
| ----- | ---------------- | --------------------- |
| 1980  | Marcel Răducanu  | Steaua Bucarest       |
| 1981  | Ilie Balaci      | Universitatea Craiova |
| 1982  | Ilie Balaci      | Universitatea Craiova |
| 1983  | László Bölöni    | ASA Târgu Mureș       |
| 1984  | Silviu Lung      | Universitatea Craiova |
| 1985  | Gheorghe Hagi    | Sportul Studențesc    |
| 1986  | Helmuth Duckadam | Steaua Bucarest       |
| 1987  | Gheorghe Hagi    | Steaua Bucarest       |
| 1988  | Dorin Mateuț     | Dinamo Bucarest       |
| 1989  | Gheorghe Popescu | Universitatea Craiova |

### Années 1990
| Année | Joueur           | Équipe                                |
| ----- | ---------------- | ------------------------------------- |
| 1990  | Gheorghe Popescu | Universitatea Craiova / PSV Eindhoven |
| 1991  | Gheorghe Popescu | PSV Eindhoven                         |
| 1992  | Gheorghe Popescu | PSV Eindhoven                         |
| 1993  | Gheorghe Hagi    | Brescia Calcio                        |
| 1994  | Gheorghe Hagi    | Brescia Calcio / FC Barcelone         |
| 1995  | Gheorghe Popescu | Tottenham Hotspur / FC Barcelone      |
| 1996  | Gheorghe Popescu | FC Barcelone                          |
| 1997  | Gheorghe Hagi    | Galatasaray                           |
| 1998  | Adrian Ilie      | Valence CF                            |
| 1999  | Gheorghe Hagi    | Galatasaray                           |

### Années 2000
| Année | Joueur            | Équipe                      |
| ----- | ----------------- | --------------------------- |
| 2000  | Gheorghe Hagi     | Galatasaray                 |
| 2001  | Cosmin Contra     | Deportivo Alavés / AC Milan |
| 2002  | Cristian Chivu    | Ajax Amsterdam              |
| 2003  | Adrian Mutu       | Parme AC / Chelsea FC       |
| 2004  | Ionel Dănciulescu | Dinamo Bucarest             |
| 2005  | Adrian Mutu       | Juventus Turin              |
| 2006  | Nicolae Dică      | Steaua Bucarest             |
| 2007  | Adrian Mutu       | ACF Fiorentina              |
| 2008  | Adrian Mutu       | ACF Fiorentina              |
| 2009  | Cristian Chivu    | Inter Milan                 |

### Années 2010
| Année | Joueur             | Équipe                              |
| ----- | ------------------ | ----------------------------------- |
| 2010  | Cristian Chivu     | Inter Milan                         |
| 2011  | Gabriel Torje      | Dinamo Bucarest / Udinese Calcio    |
| 2012  | Raul Rusescu       | Steaua Bucarest                     |
| 2013  | Vlad Chiricheș     | Steaua Bucarest / Tottenham Hotspur |
| 2014  | Lucian Sânmărtean  | Steaua Bucarest                     |
| 2015  | Ciprian Tătărușanu | ACF Fiorentina                      |
| 2016  | Denis Alibec       | Astra Giurgiu                       |
| 2017  | Constantin Budescu | Astra Giurgiu / Steaua Bucarest     |
| 2018  | George Țucudean    | CFR Cluj                            |
| 2019  | Ionuț Radu         | Genoa CFC                           |

### Années 2020
| Année | Joueur          | Équipe            |
| ----- | --------------- | ----------------- |
| 2020  | Dennis Man      | FCSB              |
| 2021  | Florin Niță     | Sparta Prague     |
| 2022  | Nicolae Stanciu | Wuhan Three Towns |
| 2023  | Radu Drăgușin   | Genoa CFC         |
| 2024  | Dennis Man      | Parme Calcio 1913 |

## Palmarès par joueur
| Joueurs           | Titres | Années                                   |
| ----------------- | ------ | ---------------------------------------- |
| Gheorghe Hagi     | 7      | 1985, 1987, 1993, 1994, 1997, 1999, 2000 |
| Gheorghe Popescu  | 6      | 1989, 1990, 1991, 1992, 1995, 1996       |
| Adrian Mutu       | 4      | 2003, 2005, 2007, 2008                   |
| Cristian Chivu    | 3      | 2002, 2009, 2010                         |
| Nicolae Dobrin    | 3      | 1966, 1967, 1971                         |
| Cornel Dinu       | 3      | 1970, 1972, 1974                         |
| Florea Dumitrache | 2      | 1968, 1969                               |
| Ion Dumitru       | 2      | 1973, 1975                               |
| László Bölöni     | 2      | 1977, 1983                               |
| Ilie Balaci       | 2      | 1981, 1982                               |